# 第一生命館
第一生命館（だいいちせいめいかん）は、かつて東京都千代田区有楽町にあった建築物である。別称には第一生命ビル、第一ビル、日比谷第一生命館などがあった。

## 概要
日比谷濠に面して1938年（昭和13年）に竣工したのちは、第一生命保険本社としてのほか郵便局、貸ホール、女学校校舎、剣道場、警視庁仮庁舎、連合国軍最高司令官総司令部本部などとしても利用されていた。1989年（平成元年）から1995年（平成7年）にかけて順次DNタワー21として再開発された際、西寄り部分はその「本館」として改装したうえ維持されたが、内部の保存については全ての内装（マッカーサー記念室などの、6階の一部の室を除く）、設備、共用部及び一部の躯体をそれぞれ取り壊し、一切の間取りを変更した上、構造体の一部を再利用したのみにとどまったため、当初の内装は先述の室を除き全て失われている。

## 沿革

### 前史
第一生命保険会社は1921年（大正10年）より同年に竣工した東京・京橋の第一相互館を本社屋としたが、それは業容の拡大により狭隘を告げるにいたったので、新社屋が建設されることになった。然るに、関東大震災で倒壊した当時の東京市麹町区有楽町一丁目9番地にあった警視庁跡地が民間に払い下げられていたので、1931年（昭和6年）6月、会社は建設用地として4区画中L字型の3区画を182万円で取得した。
なお同地の4区画中、1区画はすでに産業組合中央金庫（現・農林中央金庫）に買い取られていたため、会社は土地を譲渡するよう交渉したがそれは承諾されず、1933年（昭和8年）そこには農林中央金庫有楽町ビルが完成させられたのである。

### 設計
上述の意図によって会社は1932年（昭和7年）5月社内に「本館建築部」を設け、同社からは今村繁三取締役を部長に、外部からは葛西萬司、横河民輔、佐藤功一、櫻井小太郎、中條精一郎の5名に建築顧問を依嘱した。その設計図案は一般から募ることとし、1932年（昭和7年）10月31日を期限に設計図案が懸賞募集され、審査員は5名の建築顧問ならびに矢野社長などにして、審議が行われた結果、268案の内10案が優秀賞に選出され、この10案の作者には賞金が送られた。
この10案を参考に、1933年（昭和8年）より京橋の第一相互館において、建築家の渡辺仁、第一生命の技師・営繕課長であった松本興作の2者で実施設計に着手された。会社の要求も事情の変化に伴い、平面等も当初より案を改めること28回にも及んだ。外観においては、設計当初皇居周りの美観地区であることからギリシア風の円柱が立ち並ぶ意匠も立案されたものの、結局方柱が立ち並ぶものとなった。

### 施工
然るに、その地は、かつて東京湾が湾入し日比谷入江を形成していたところにある軟弱な地盤であった。100尺の深さまでボーリングが行われた結果、70尺以下には丈夫な岩盤があることが確認された。また、同社は東京帝国大学地震研究所所長の石本巳四雄に調査を依頼し、1932年（昭和7年）の暮から1934年（昭和9年）の春まで、1年半にわたる震度測定が行われた。これらによって、70尺の第3紀層まで基礎を掘り下げなければ耐震の建物が建てられないという結論が得られた。さらに、日比谷濠の水が地下部分の工事中に流入する恐れがある旨官庁指導があったため、当時としては画期的であった潜函工法による施工が計画された。
かくして1934年（昭和9年）8月22日には地鎮祭執行の運びとなり、工事は進捗して1937年（昭和12年）4月19日上棟式が行われ、ついに1938年（昭和13年）11月3日修祓式を迎えた。

### 竣工後
太平洋戦争中は陸軍により東部軍管区司令部が置かれ、屋上に高射砲陣地が設置された。
終戦後は占領軍に接収され、1952年（昭和27年）7月に返還されるまで連合国軍最高司令官総司令部として使用されていた。
1989年（平成元年）12月、DNタワー21を建設する再開発のため、本建物の東寄り部分は、隣接する農林中央金庫有楽町ビルとともに、それぞれの方法で一部が外壁保存された上取り壊され、跡地にはDNタワー21の高層棟（新館）が建った。1993年（平成5年）10月1日には、本建物の西寄り部分の改装工事に着手され、1995年（平成7年）9月18日に完工した。

## 建築概要
西側には方柱10本が立ち並んだ。この意匠について、渡辺仁、松本興作は、1936年（昭和11年）4月の『建築雑誌』上で次のように記している。
外観に就ては皇都第一の美観地域であるから周囲に円柱を繞らすギリシヤ風のものも立案したが、工費と有効面積に無駄があるので、実用本位のものとし唯御濠に面する西側のみに10本の方柱を立てて、美観を添えると同時に夕日と騒音を遮ることとし其の他は壁面と窓との諧調を主としたる鉄骨石造の極めて簡明なる外観とし建築条例の許す範囲の最大容積のものとした。「第一生命保険相互会社本館建築」

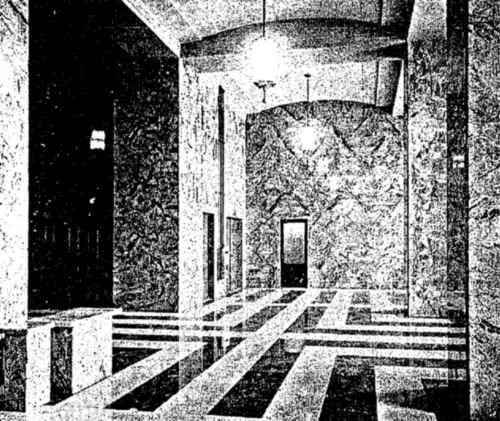
北側玄関広間（現存せず）
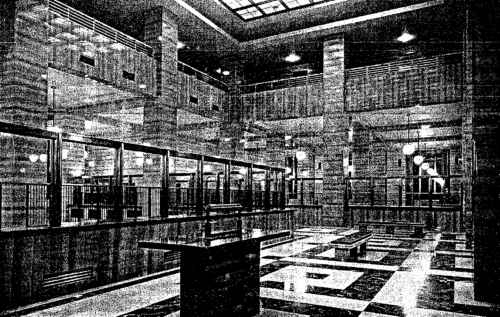
営業室（現存せず）
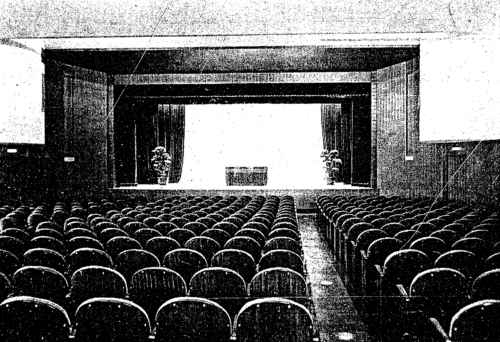
大集会室（第一生命ホール、現存せず）

## 日比谷女学校
1939年（昭和14年）9月、会社による職員教育の一環として私立「日比谷女学校」が開設された。入学資格は小学校卒業後直ちに入社したものに限定され、修業年限は3年間、授業は勤務時間外の夜間を利用するものとして、毎日3時間ずつ午後5時半から8時半までとされた。生徒の収容人員は設備の関係上、1学年1学級とされ、1学級の定員は50名であった。
学科目課程は高等女学校の授業科目に準じ、教職員の編成は、石坂泰三社長が校長となり、主事には前東京女子高等師範学校教授富士徳治郎が招聘された。また直接の学校経営には蒼梧会があたり、下記の人々がそれぞれ学校理事、監事及び委員を依嘱された。
理事 稻宮又吉（支配人）、同 矢野一郎（財務部長）、監事 佐久間勝（監査部長）、委員 柿沼稻次郎（総務課長）、同 多田登（文書課長）
翌年の入学希望者は定員の2倍に達したが、教室のスペースの関係上結局抽選をもって入学が許可された。
その後戦争が苛烈となり、本土空襲の激化に対応して、国民学校高等科から大学にいたるあらゆる学校は一斉に1945年（昭和20年）4月から向う1年間授業を停止することになったので当校も自然に授業を停止するのやむなきに至った。戦後1947年（昭和22年）に学制改革により6・3制が実施されるにあたり、入学該当者がなくなったので学校を存続する必要がなくなり廃校となった。

## 年表
- 1934年（昭和9年）8月22日 - 地鎮祭
- 1935年（昭和10年）4月 - 着工
- 1937年（昭和12年）4月19日 - 上棟式
- 1938年（昭和13年）11月3日 - 竣工
- 1989年（平成元年）12月 - 東寄り部分解体工事着工
- 1993年（平成5年）
  - 10月1日 - 西寄り部分改装工事着工
  - 10月29日 - 東寄り部分跡地にDNタワー21の「新館」部分落成
- 1995年（平成7年）9月18日 - 西寄り部分改装工事竣工、西寄り部分はDNタワー21の「本館」部分となる
- 2015年（平成27年）7月29日 - マッカーサー記念室、3年ぶりに公開[6]。